# Божји суд
Божји суд представља типично ирационално доказно средство, а састоји се у томе што се оптужени подвргава нарочито опасним радњама по његов живот и тело, па ако те пробе прође неповређен, сматрало се да је невин. Божји суд је доказно средство карактеристично за старије правне системе, у чијој је основи претпоставка да виша сила (Бог) утиче на процес проналаска правде, односно гарантује победу правде над неправдом.
У основи божјег суда лежи веровање да ће сам Бог интервенисати у испитивању кривице и да неће дозволити да праведно и невино лице страда. Божји суд познају готово сви народи старог и средњег века. Примењивао се у недостатку других доказних средстава (а код најтежих кривичних дела је било једино доказно средство). Бесправна лица и лица која нису могла да се користе заклетвом (јер им се није веровало) била су упућена на ово доказно средство. Божји суд има неколико облика а најпознатији су котао, железо, суд хладне воде и судски двобој. Поред наведених који су се најчешће примењивали, правна историја познаје још нека која су забележена код Германа, што не значи да се њима нису користили и други народи. Она такође стоје на уверењу да ће Бог реаговати у датим околностима и да неће дозволити да невино лице страда или да поклекне мукама.

## Суд ватром

### Железо
Железо се употребљавало код Словена и Германа а имало је два облика: ручно железо (iudicium candentis ferri manualis) и усијани раоник. Испитивањем усијаним раоником (iudicium vomerum) се састојало у томе што је оптужени морао да стане на усијани раоник за своје оправдање. Примена овог доказног средства није била позната у нашем праву.
Испитивање ручним железом, код Срба се састојало у томе што се пред вратима цркве усија на ватри железо, тј. комад гвожђа, а оптуженик је био дужан да дигне то железо из ватре и да га положи на свету трпезу. Ако се оптуженик не би опекао, не би био крив и даље се не би смео окривљивати. Душанов законик тачно одређује за која се дела примењује железо, за разбојништво (гусу) и крађу (татбу), и примењивало се кад није било обличенија, што значи да је било супсидијарно доказно средство.
За време Турака се примењивала као мазија.

### Мазија
Мазија је било испитивање божјим судом које се примењивало и у време Османског царства. Мазија је подразумевала спајање два доказна средства: котла и железа, па је оптужени имао да извади из вреле воде усијано гвожђе. Мазија се често примењивала а задржала се и по ослобођењу од турске власти, па је тако Карађорђе осудио Милутина Гарашанина да вади мазију због попаљених сена. Мазија се употребљавала и у Црној Гори, а њиме су се најчешће оправдавале жене за браколомство и удовице за рђав глас. Мазија је била правдајући доказ и обично се користила када се истина неке тврдње није могла доказати ни на који други начин. Тако је успешно правдање мазијом забележено у Васојевићима 1875. године.
Такође, мазија се употрбљавала и у Херцеговини, како код муслимана тако и код православаца, што говори да је тај обичај био чисто народни и да је надилазио религије. Вађење мазије у Херцеговини је пратила и молитва Богу или клањање Алаху у зависности од вероисповести. У узаврелу воду се обично стављала усијана секира или потковица. Пре него што је оптужени зарањао руке у врелу воду, полагао је заклетву. Потом што брже може захвати руке у котао, ухвати мазију и хитро је избаци на траву. Ако остане неповређен, тужилац би га замолио за опроштај. Иначе, тужилац, док се вади мазија не сме стајати близу како не би нешто бацио у воду и како га не би попрскала врела вода.
Мазија се често употребљавала у случају крађе, паљевине, убиства итд. Она се примењивала пошто тужилац није могао да нађе сведоке. Он је понекад оптуживао и цело једно село, што је проузроковало и вађење мазије од стране свих сељана. Оптужена лица нису избегавала мазију, јер су били спремнији на тај подухват како би се оправдали него да носе сумњу за крађу или убиство. Да се вађење мазије дуго задржало у народу, говори и то да се у најнеприступачнијим деловима Србије задржала изрека за њега бих извадио и врелу мазију, као изражавање поверења према неком.

## Суд водом

### Суд хладне воде
Суд хладне воде (лат. iudicium aquae frigidae) је такође представљао облик божјег суда и имао је два облика: брођење и бацање у хладну воду.
Код доказног средства брођења, тужилац је требало да загази у воду, а три корака иза њега је ишао оптужени. Поступак се тако одвијао да је требало у том растојању да обојица преброде реку. Ако тужилац потоне, оптужени се враћао потпуно оправдан као и кад обојица преброде реку. Ако оптужени потоне, губи и парницу и главу.
Бацање у хладну воду је било карактеристично за семитске народе у старом веку, а такође се дуго задржао код Словена и Германа. Код већине семитских народа, а касније и код Словена и Германа, оно се другачије примењивало него код Вавилонаца. Наиме, већина Семита је оптуженика бацала у воду, па ако би он потонуо сматрао би се невиним. Насупрот њима, Вавилонци су сматрали да у воду бачен човек, ако је невин, остаће на површини воде, а ако је крив, потонуће. У основи првог облика бацања у хладну воду је лежало веровање да кривац неће потонути, тј. да рђавог човека ни вода не прима. Хамурабијев законик нам говори о схватању Вавилонаца у погледу бацања у воду. Тако члан 2. говори: Ако неко другоме пребаци враџбине, али то не може да докаже, и онај, коме је враџбина пребачена, оде на реку, скочи у реку; ако га река узме, ко га је окривио узеће његову кућу. Али ако река покаже да је невин и он плива, онај који му је пребацио враџбине да се убије, онај који је скочио у реку узеће кућу свог обедиоца.
Ово доказно средство је примењивао и Карађорђе у време море или дечје редње према женама на које је пала сумња да су вештице. У том случају, Карађорђеви момци су скинули одећу женама и обавили их конопцима, па их потом бацили у воду. Пошто су све потонуле, брзо су их извадили, а њихово тоњење је било доказ да нису вештице .

### Суд вреле воде
Котао или суд вреле воде (лат. iudicium aqae ferventis) се састојао у томе што се у пун котао узавреле воде стави комад гвожђа или камен, а оптужени је требало да, засукавши рукаве, обема рукама извади гвожђе или камен. Ако се том приликом опече, важило је да је крив за учињено кривично дело. У супротном се ослобађао од одговорности. Котао се нарочито примењивао код Словена и Германа.
Котао полако застарева у 14. веку. Скопска хрисовуља из 1300. године, Хрисовуља из 1350. године цркви Анагноста Драгоја, Хиландарска хрисовуља из 1328. године и две хиландарске хрисовуље из 1355. године, говоре о укидању котла као доказног средства у црквеним патримонијалним судовима. Међутим, Душанов законик одржава га у државним тј. световним судовима, учвршћује га, наглашава његову пресудну снагу и да се операција котлом извршава бесплатно и ограничава његову примену само на себре, јер им се није довољно веровало да би се користили заклетвом. Тако члан 84. Душановог законика гласи : О котлу: Суда да нема за котао, нити икаква оправдања, ко се оправдао да не даје судијама оправдања; на суду да нема руке ни оправдања, ни удаве, само да се суде по закону. А члан 106. наводи:  О дворанима: Дворани властеоски, ако учини које зло ко од њих, ко буде пронијаревић, да га оправда очина дружина поротом, аколи је себар, да захвати у котао.. Аранђеловска хрисовуља из 1348. године укида примену котла само за мешовите парнице црквених људи са жупљанима, а за међусобне парнице црквених људи одржава. Овај засебан став Аранђеловске хрисовуље се објашњава тиме што су се у Аранђеловском властелинству чувала и други закони који су важили у Србији, а да је укидање у Скопској и Хиландарској хрисовуљи изазвано грчким утицајем. Међутим божји суд се примењивао и у Византији која је прихватила ордалије са Запада у 13. веку за време Латинског царства .
Због недостатака изворних података, не може се тачно рећи у којим случајевима се котао примењивао, али је засигурно био у широкој употреби јер се није користио само за нека дела како је то експлицитно наведено у закону за железо. Не може се са пуном тачношћу тврдити ни да се котао примењивао само за кривична дела, јер се у суседној Угарској испитивање врелом водом употребљавало и у грађанским парницама, о чему јасно говори Вараждински регистар (лат. Regestrum Varadiense) .
Испитивање божјим судом се примењивало и у време Турака, а био је познат под називом мазија. Мазија је подразумевала спајање два доказна средства: котла и железа, па је оптужени имао да извади из вреле воде усијано гвожђе.

## Суд крста
Такође, некад су се супродстављене стране такмичиле која ће дуже да издржи испред крста са раширеним рукама и тај процес се звао суд крста (лат. Iudicium crucis). Странка која би дуже издржала сматрала би се у праву.

## Суд гутањем
Забележено је да се оптуженом стављао у уста комад хлеба или сира одређене величине који је оптужени требало да прогута без тешкоћа како би се оправдао. Овај поступак се звао суд хлебом и сиром (лат. Iudicium panis et casei).